# فرانسيس كاسوندي
فرانسيس كاسوندي (Francis Kasonde)، من مواليد 28 ديسمبر 1979، لاعب كرة قدم زامبي.
بدأ مسيرته الكروية مع نادي كونكولا بلادز في عام 2001، وفي عام 2002 انتقل إلى نادي كابوي ووريارز، ولعب معهم حتى عام 2004، ومنذ عام 2005 وهو يلعب مع نادي باور ديناموز.
هو يلعب مع منتخب زامبيا لكرة القدم.

## روابط خارجية
- فرانسيس كاسوندي على موقع الاتحاد الدولي (مؤرشف)  (الإنجليزية)
- فرانسيس كاسوندي على موقع قاعدة بيانات كرة القدم.إي يو (الإنجليزية)
- فرانسيس كاسوندي على موقع ناشيونال فوتبول تيمز (الإنجليزية)
- فرانسيس كاسوندي على موقع Soccerway.com (الإنجليزية)
- فرانسيس كاسوندي على موقع كووورة